# 西大洋水库
西大洋水库位于中国河北省保定市唐县雹水乡，是以防洪、供水为主，兼有发电、灌溉功能的大（一）型水库。
水库初建于1958年，1960年蓄水，1970年水库续建。汛限水位134.5m，汛限库容3.79亿m3。2005年开工除险加固工程，总工期3年，总投资19885万元。